# Incretina
Las incretinas son una serie de hormonas que se producen en el intestino en respuesta a la ingesta de alimentos. Uno de sus efectos más importantes es la secreción de insulina por el páncreas y la disminución en los niveles de glucosa en sangre. Su acción se observa en la absorción de las grasas, la cual posteriormente es transformada en ácidos grasos y glucógeno plasmático.
Las increntinas a través de GPCR y Gs aumentan el AMPc, que activa pkA, la cual potencia la desgranulación de los gránulos de insulina.

Las dos incretinas principales son el polipéptido inhibidor gástrico (GIP) y el péptido similar al glucagón tipo 1 (GLP-1). Estas dos sustancias han sido objeto de numerosas investigaciones para diseñar nuevos fármacos que sean útiles en el tratamiento de la diabetes mellitus tipo 2.
El GIP es producido por las células K que se encuentran en el duodeno y la primera parte del yeyuno, mientras que el GLP-1 se sintetiza por las célula L que se encuentran principalmente en el íleon y el colon. Ambos son secretados en respuesta al consumo de alimentos, sobre todo los ricos en grasas e hidratos de carbono.

Juntas, son responsables del "efecto incretinas" una respuesta secretora de insulina  dos a tres veces mayor luego de la administración oral de glucosa, en comparación con la administración intravenosa de glucosa. En sujetos con diabetes tipo 2, este efecto incretina está disminuido o ya no está presente.
Tras su liberación pasan a sangre y se unen a sus receptores específicos antes de ser metabolizados por la enzima dipeptidil peptidasa-IV, conocida de forma abreviada por sus iniciales en inglés DPP-4.

Incretinas y acción de los inhibidores de la DPP-4

Tanto el GIP como el GLP-1 actúan sobre el páncreas y estimulan la producción de insulina. Debido a ello disminuyen la glucemia, pues la insulina es la principal hormona hipoglucemiante.
El GLP-1 tiene también otras acciones: Inhibe la secreción de glucagón (hormona que eleva la glucemia), retrasa el vaciamiento del estómago y disminuye el consumo de alimentos.